# German Open 1996 (Badminton)
Die German Open 1996 im Badminton fanden von 23. bis zum 27. Oktober 1996 in Saarbrücken statt. Die Finalspiele wurden am 27. Oktober 1996 ausgetragen. Das Preisgeld betrug 125.000 US-Dollar.

## Sieger und Platzierte
| Disziplin    | Gold                              | Silber                           | Bronze                                |
| ------------ | --------------------------------- | -------------------------------- | ------------------------------------- |
| Herreneinzel | Rashid Sidek                      | Ong Ewe Hock                     | Thomas Stuer-Lauridsen                |
| Herreneinzel | Rashid Sidek                      | Ong Ewe Hock                     | Poul-Erik Høyer Larsen                |
| Dameneinzel  | Yao Jie                           | Margit Borg                      | Yuni Kartika                          |
| Dameneinzel  | Yao Jie                           | Margit Borg                      | Mette Pedersen                        |
| Herrendoppel | Jon Holst-Christensen Thomas Lund | Seng Kok Kiong Victo Wibowo      | Chew Choon Eng Rosman Razak           |
| Herrendoppel | Jon Holst-Christensen Thomas Lund | Seng Kok Kiong Victo Wibowo      | Peter Axelsson Pär-Gunnar Jönsson     |
| Damendoppel  | Deyana Lomban Indarti Issolina    | Eline Coene Erica van den Heuvel | Marina Andrievskaia Christine Gandrup |
| Damendoppel  | Deyana Lomban Indarti Issolina    | Eline Coene Erica van den Heuvel | Margit Borg Anne Mette Bille          |
| Mixed        | Tri Kusharyanto Minarti Timur     | Jens Eriksen Anne Mette Bille    | Thomas Stavngaard Ann Jørgensen       |
| Mixed        | Tri Kusharyanto Minarti Timur     | Jens Eriksen Anne Mette Bille    | Michael Keck Erica van den Heuvel     |

## Finalergebnisse
| Disziplin    | Sieger                            | Finalist                         | Ergebnis           |
| ------------ | --------------------------------- | -------------------------------- | ------------------ |
| Herreneinzel | Rashid Sidek                      | Ong Ewe Hock                     | 15–11, 15–2        |
| Dameneinzel  | Yao Jie                           | Margit Borg                      | 11–1, 11–0         |
| Herrendoppel | Jon Holst-Christensen Thomas Lund | Seng Kok Kiong Victo Wibowo      | 15–11, 11–15, 15–3 |
| Damendoppel  | Deyana Lomban Indarti Issolina    | Eline Coene Erica van den Heuvel | 18–15, 18–13       |
| Mixed        | Tri Kusharyanto Minarti Timur     | Jens Eriksen Anne Mette Bille    | 15–1, 15–6         |

## Herreneinzel Qualifikation
- Jens Roch –  Stefan de Rijcke: 18-13 / 15-11
- Hargiono –  Raymond Garcia: 15-4 / 15-1
- Marc Hannes –  Stephan Kapps: 15-1 / 15-12
- Roel Bollen –  Sebastian Schulz: 12-11 / 15-6 / 15-7
- Christian Schwab –  Wouter Claes: 13-15 / 15-5 / 15-6
- Dharma Gunawi –  Stephan Kuhl: 15-10 / 17-16
- Sven Schüler –  Joachim Tesche: 15-12 / 15-7
- Andrej Pohar –  Franklin Wahab: 9-15 / 18-14 / 15-9
- Thomas Tesche –  Stephan Wilde: 9-15 / 15-5 / 15-5
- Mike Joppien –  Sebastian Ottrembka: 11-15 / 15-7 / 15-4
- Luigi Dalli Cardillo –  Roland Dorner: 12-15 / 15-5 / 15-10
- Bertrand Gallet –  Norman Eby: 15-11 / 15-11
- Eric Reichel –  Christian Barthel: 5-15 / 15-4 / 15-2
- Guntur Hariono –  Rehan Khan: 15-9 / 15-9
- Conrad Hückstädt –  Filip Vigneron: 15-1 / 15-5
- Franz-Josef Müller –  Wang Xuyan: 15-10 / 15-4
- Hargiono –  Marc Hannes: 15-4 / 11-15 / 15-11
- Arnd Vetters –  Christian Schwab: 15-11 / 15-0
- Dharma Gunawi –  Philippe Gennaux: 15-6 / 15-8
- Björn Decker –  Sven Schüler: 15-2 / 15-8
- Andrej Pohar –  Thomas Tesche: 13-15 / 15-9 / 15-7
- Luigi Dalli Cardillo –  Mike Joppien: 15-17 / 15-8 / 15-9
- Bertrand Gallet –  Eric Patz: 11-15 / 15-12 / 15-6
- Guntur Hariono –  Eric Reichel: 18-15 / 15-6
- Conrad Hückstädt –  Michał Łogosz: 6-15 / 15-5 / 15-1
- Franz-Josef Müller –  Sven Landwehr: 15-7 / 15-4

## Herreneinzel
- Jens Olsson –  Richard Vaughan: 15-6 / 15-10
- Yong Hock Kin –  Joris van Soerland: 15-2 / 15-4
- Xie Yangchun –  Guntur Hariono: 15-1 / 15-9
- Colin Haughton –  George Rimarcdi: 15-3 / 15-12
- Henrik Bengtsson –  Bram Fernardin: 18-17 / 15-9
- Søren B. Nielsen –  Jacek Niedźwiedzki: 15-7 / 2-15 / 15-9
- Hargiono –  Robert Liljequist: 15-7 / 15-12
- Hendrawan –  Mihail Popov: 15-5 / 15-8
- Dharma Gunawi –  Davincy Saha: 18-15 / 15-3
- Pawel Uwarow –  Mikhail Korshuk: 15-13 / 15-8
- Pang Chen –  Detlef Poste: 15-4 / 15-2
- Chris Bruil –  Bruce Flockhart: 12-15 / 18-15 / 15-1
- Martin Lundgaard Hansen –  Michael Helber: 15-6 / 15-11
- Jesper Olsson –  Arnd Vetters: 15-2 / 15-1
- Peter Gade –  Andrej Pohar: 15-2 / 15-10
- Oliver Pongratz –  Kenneth Jonassen: w.o.
- Poul-Erik Høyer Larsen –  Thomas Wapp: 15-3 / 15-6
- Yong Hock Kin –  Jens Olsson: 8-15 / 15-2 / 15-12
- Hermawan Susanto –  Franz-Josef Müller: 15-7 / 15-4
- Xie Yangchun –  Oliver Pongratz: 15-4 / 15-9
- Colin Haughton –  Henrik Bengtsson: 15-9 / 15-13
- Hu Zhilang –  Lo Ah Heng: 15-11 / 7-15 / 15-13
- Søren B. Nielsen –  Hargiono: 15-4 / 15-8
- Hendrawan –  Dharma Gunawi: 15-7 / 15-10
- Lin Liwen –  Robert Nock: 15-5 / 15-3
- Pang Chen –  Pawel Uwarow: 15-5 / 15-7
- Thomas Stuer-Lauridsen –  Vladislav Druzchenko: 15-9 / 15-11
- Martin Lundgaard Hansen –  Chris Bruil: 17-15 / 15-12
- Ismail Saman –  Jim Laugesen: 15-7 / 15-2
- Peter Gade –  Jesper Olsson: 15-10 / 15-6
- Rashid Sidek –  Marek Bujak: 15-7 / 15-11
- Ong Ewe Hock –  Thomas Søgaard: w.o.
- Poul-Erik Høyer Larsen –  Yong Hock Kin: 15-10 / 15-2
- Xie Yangchun –  Hermawan Susanto: 9-15 / 15-10 / 15-10
- Ong Ewe Hock –  Colin Haughton: 15-2 / 15-5
- Hu Zhilang –  Søren B. Nielsen: 17-15 / 15-12
- Lin Liwen –  Hendrawan: 18-15 / 18-14
- Thomas Stuer-Lauridsen –  Pang Chen: 15-8 / 15-8
- Martin Lundgaard Hansen –  Ismail Saman: 15-7 / 15-7
- Rashid Sidek –  Peter Gade: 6-15 / 15-6 / 15-3
- Poul-Erik Høyer Larsen –  Xie Yangchun: 15-2 / 14-18 / 15-9
- Ong Ewe Hock –  Hu Zhilang: 15-6 / 15-11
- Thomas Stuer-Lauridsen –  Lin Liwen: 15-11 / 15-7
- Rashid Sidek –  Martin Lundgaard Hansen: 15-2 / 15-6
- Ong Ewe Hock –  Poul-Erik Høyer Larsen: 15-13 / 15-12
- Rashid Sidek –  Thomas Stuer-Lauridsen: 15-11 / 15-7
- Rashid Sidek –  Ong Ewe Hock: 15-11 / 15-2

## Dameneinzel Qualifikation
- Sandrine Lefèvre –  Elke Cramer: 11-3 / 11-3
- Katja Michalowsky –  Sandra Mann: 11-4 / 11-0
- Hariati –  Tatjana Geibig-Krax: 11-3 / 11-4
- Heidi Bender –  Anika Sietz: 11-1 / 12-10
- Yao Jie –  Claudia Vogelgsang: 11-2 / 11-0
- Wiebke Schrempf –  Tatiana Vattier: 11-2 / 1-11 / 11-4
- Anja Weber –  Sandrine Lefèvre: 11-8 / 6-11 / 11-5
- Katja Michalowsky –  Hariati: 12-10 / 11-5
- Yao Jie –  Heidi Bender: 11-0 / 11-2
- Heike Franke –  Wiebke Schrempf: 11-12 / 6-11 / 11-7

## Dameneinzel
- Yuliani Santosa –  Michelle Rasmussen: 11-2 / 11-7
- Yao Jie –  Monique Hoogland: 11-2 / 11-0
- Marina Andrievskaia –  Stefanie Müller: 11-5 / 11-7
- Charmaine Reid –  Lotte Thomsen: 11-5 / 11-2
- Brenda Beenhakker –  Ella Diehl: 11-5 / 11-5
- Mette Pedersen –  Neli Boteva: 11-5 / 11-3
- Nicole Grether –  Vlada Chernyavskaya: 11-7 / 11-8
- Joanne Muggeridge –  Sandra Dimbour: 11-5 / 12-10
- Margit Borg –  Heike Schönharting: 6-11 / 11-4 / 12-9
- Katarzyna Krasowska –  Judith Meulendijks: 11-4 / 11-6
- Anne Søndergaard –  Anja Weber: 11-0 / 11-1
- Yuni Kartika –  Tanja Berg: 12-10 / 5-11 / 11-0
- Karolina Ericsson –  Maja Pohar: 11-7 / 11-1
- Kelly Morgan –  Victoria Wright: 11-2 / 11-8
- Mette Sørensen –  Christine Gandrup: 5-11 / 12-11 / 11-8
- Julia Mann –  Catrine Bengtsson: w.o.
- Yao Jie –  Yuliani Santosa: 11-4 / 11-1
- Marina Andrievskaia –  Charmaine Reid: 11-2 / 11-6
- Julia Mann –  Brenda Beenhakker: 11-7 / 8-11 / 11-4
- Mette Pedersen –  Nicole Grether: 11-1 / 11-6
- Margit Borg –  Joanne Muggeridge: 11-4 / 11-2
- Anne Søndergaard –  Katarzyna Krasowska: 5-11 / 11-2 / 11-4
- Yuni Kartika –  Karolina Ericsson: 11-0 / 11-5
- Kelly Morgan –  Mette Sørensen: 11-2 / 6-11 / 11-7
- Yao Jie –  Marina Andrievskaia: 11-7 / 11-6
- Mette Pedersen –  Julia Mann: 3-11 / 11-3 / 11-7
- Margit Borg –  Anne Søndergaard: 11-5 / 3-11 / 12-10
- Yuni Kartika –  Kelly Morgan: 11-6 / 11-3
- Yao Jie –  Mette Pedersen: 12-10 / 11-4
- Margit Borg –  Yuni Kartika: 11-6 / 11-3
- Yao Jie –  Margit Borg: 11-1 / 11-0

## Herrendoppel Qualifikation
- Norman Eby /  Franklin Wahab –  Alexander Merget /  Harald Voepel: 15-7 / 15-6
- Björn Decker /  Rehan Khan –  Roland Dorner /  Sven Schüler: 17-18 / 15-6 / 15-7
- Martin Kranitz /  Franz-Josef Müller –  Stefan de Rijcke /  Philippe Gennaux: 15-8 / 15-6
- Michał Łogosz /  Damian Pławecki –  Joachim Tesche /  Thomas Tesche: 12-15 / 15-5 / 15-10
- Dharma Gunawi /  Yoseph Phoa –  Christian Barthel /  Sebastian Schulz: 15-3 / 15-3
- Marek Bujak /  Detlef Poste –  Luigi Dalli Cardillo /  Filip Vigneron: 15-1 / 15-4
- Mike Joppien /  Stephan Kuhl –  Roel Bollen /  Wouter Claes: 15-5 / 15-6
- Ramón García /  Christian Schwab –  Conrad Hückstädt /  Sebastian Ottrembka: 15-10 / 9-15 / 15-12
- Norman Eby /  Franklin Wahab –  Björn Decker /  Rehan Khan: 15-12 / 15-11
- Michał Łogosz /  Damian Pławecki –  Martin Kranitz /  Franz-Josef Müller: 15-5 / 8-15 / 15-9
- Dharma Gunawi /  Yoseph Phoa –  Marek Bujak /  Detlef Poste: 15-11 / 15-7
- Mike Joppien /  Stephan Kuhl –  Ramón García /  Christian Schwab: 15-6 / 15-6

## Herrendoppel
- Yap Yee Guan /  Yap Yee Hup –  Michael Helber /  Björn Siegemund: 15-5 / 4-15 / 15-5
- Mikhail Korshuk /  Vitaliy Shmakov –  Manuel Dubrulle /  Vincent Laigle: 14-17 / 15-5 / 15-9
- Mihail Popov /  Svetoslav Stoyanov –  Roland Kapps /  Stephan Kapps: 15-8 / 15-8
- Dennis Lens /  Quinten van Dalm –  Michał Łogosz /  Damian Pławecki: 15-6 / 12-15 / 15-10
- Allan Borch /  Janek Roos –  Michael Keck /  Christian Mohr: 15-12 / 17-18 / 15-5
- Min Zhenyu /  Zhang Jun –  Alastair Gatt /  Craig Robertson: 15-5 / 15-8
- Seng Kok Kiong /  Victo Wibowo –  Dharma Gunawi /  Yoseph Phoa: 15-8 / 15-9
- Kai Mitteldorf /  Uwe Ossenbrink –  James Anderson /  Ian Pearson: 15-9 / 11-15 / 15-12
- Jon Holst-Christensen /  Thomas Lund –  Yap Yee Guan /  Yap Yee Hup: 18-16 / 15-9
- Davis Efraim /  Halim Haryanto –  Mikhail Korshuk /  Vitaliy Shmakov: 15-3 / 15-12
- Peter Axelsson /  Pär-Gunnar Jönsson –  Mihail Popov /  Svetoslav Stoyanov: 15-9 / 15-6
- Jesper Larsen /  Peder Nissen –  Dennis Lens /  Quinten van Dalm: 17-16 / 15-10
- Chew Choon Eng /  Rosman Razak –  Allan Borch /  Janek Roos: 15-5 / 15-12
- Jens Eriksen /  Christian Jakobsen –  Min Zhenyu /  Zhang Jun: 15-5 / 18-13
- Seng Kok Kiong /  Victo Wibowo –  Jim Laugesen /  Thomas Stavngaard: 15-9 / 15-8
- Andrei Antropow /  Nikolai Sujew –  Kai Mitteldorf /  Uwe Ossenbrink: 15-2 / 15-12
- Jon Holst-Christensen /  Thomas Lund –  Davis Efraim /  Halim Haryanto: 15-10 / 15-11
- Peter Axelsson /  Pär-Gunnar Jönsson –  Jesper Larsen /  Peder Nissen: 15-11 / 15-3
- Chew Choon Eng /  Rosman Razak –  Jens Eriksen /  Christian Jakobsen: 15-7 / 9-15 / 15-12
- Seng Kok Kiong /  Victo Wibowo –  Andrei Antropow /  Nikolai Sujew: 15-7 / 7-15 / 15-7
- Jon Holst-Christensen /  Thomas Lund –  Peter Axelsson /  Pär-Gunnar Jönsson: 10-15 / 15-1 / 18-15
- Seng Kok Kiong /  Victo Wibowo –  Chew Choon Eng /  Rosman Razak: 15-5 / 18-15
- Jon Holst-Christensen /  Thomas Lund –  Seng Kok Kiong /  Victo Wibowo: 15-11 / 11-15 / 15-3

## Damendoppel Qualifikation
- Heidi Bender /  Heike Erler –  Heike Franke /  Tatjana Geibig-Krax: 12-15 / 15-12 / 15-6

## Damendoppel
- Sandra Beißel /  Nicol Pitro –  Stefanie Müller /  Heike Schönharting: 15-4 / 15-8
- Tanja Berg /  Mette Pedersen –  Nicole Grether /  Katja Michalowsky: 15-18 / 15-10 / 17-14
- Christine Skropke /  Kirsten Sprang –  Sandrine Lefèvre /  Tatiana Vattier: 15-10 / 15-10
- Gillian Gowers /  Charmaine Reid –  Elke Cramer /  Anne-Katrin Seid: 15-13 / 11-15 / 15-6
- Margit Borg /  Anne Mette Bille –  Tatiana Gerassimovitch /  Vlada Chernyavskaya: 15-6 / 15-10
- Elinor Middlemiss /  Sandra Watt –  Anja Weber /  Stefanie Westermann: 11-15 / 15-3 / 15-2
- Ann Jørgensen /  Majken Vange –  Viola Rathgeber /  Anika Sietz: 18-14 / 15-1
- Brenda Conijn /  Nicole van Hooren –  Sandra Beißel /  Nicol Pitro: 15-7 / 17-14
- Tanja Berg /  Mette Pedersen –  Nichola Beck /  Joanne Davies: 3-15 / 18-17 / 15-11
- Marina Andrievskaia /  Christine Gandrup –  Christine Skropke /  Kirsten Sprang: 15-3 / 15-5
- Neli Boteva /  Diana Koleva –  Gillian Gowers /  Charmaine Reid: 15-11 / 15-12
- Margit Borg /  Anne Mette Bille –  Katrin Schmidt /  Kerstin Ubben: 15-13 / 15-4
- Kelly Morgan /  Joanne Muggeridge –  Elinor Middlemiss /  Sandra Watt: 15-1 / 15-1
- Eline Coene /  Erica van den Heuvel –  Ann Jørgensen /  Majken Vange: 15-7 / 17-14 / 15-12
- Indarti Issolina /  Deyana Lomban –  Michaela Peiffer /  Claudia Vogelgsang: w.o.
- Indarti Issolina /  Deyana Lomban –  Brenda Conijn /  Nicole van Hooren: 15-10 / 15-12
- Marina Andrievskaia /  Christine Gandrup –  Tanja Berg /  Mette Pedersen: 15-3 / 15-3
- Margit Borg /  Anne Mette Bille –  Neli Boteva /  Diana Koleva: 15-8 / 10-15 / 15-9
- Eline Coene /  Erica van den Heuvel –  Kelly Morgan /  Joanne Muggeridge: 15-5 / 15-10
- Indarti Issolina /  Deyana Lomban –  Marina Andrievskaia /  Christine Gandrup: 15-2 / 15-8
- Eline Coene /  Erica van den Heuvel –  Margit Borg /  Anne Mette Bille: 15-7 / 15-10
- Indarti Issolina /  Deyana Lomban –  Eline Coene /  Erica van den Heuvel: 18-15 / 18-13

## Mixed
- Andrej Pohar /  Maja Pohar –  Damian Pławecki /  Katarzyna Krasowska: 15-10 / 13-18 / 15-12
- Craig Robertson /  Elinor Middlemiss –  Kai Mitteldorf /  Viola Rathgeber: 15-11 / 15-7
- Vitaliy Shmakov /  Vlada Chernyavskaya –  Min Zhenyu /  Ella Diehl: 12-15 / 15-7 / 18-17
- Manuel Dubrulle /  Sandrine Lefèvre –  Sebastian Ottrembka /  Anja Weber: 12-15 / 17-14 / 15-6
- Jens Eriksen /  Anne Mette Bille –  Zhang Jun /  Yao Jie: 17-16 / 13-15 / 15-11
- Alastair Gatt /  Sandra Watt –  Vincent Laigle /  Tatiana Vattier: 18-17 / 15-9
- Björn Siegemund /  Katrin Schmidt –  Mikhail Korshuk /  Tatiana Gerassimovitch: 15-5 / 14-17 / 15-3
- Ian Pearson /  Gillian Gowers –  Christian Mohr /  Sandra Beißel: 15-8 / 14-18 / 15-10
- Tri Kusharyanto /  Minarti Timur –  Andrej Pohar /  Maja Pohar: 15-2 / 15-3
- Jesper Larsen /  Majken Vange –  Craig Robertson /  Elinor Middlemiss: 15-11 / 18-16
- Michael Keck /  Erica van den Heuvel –  Manuel Dubrulle /  Sandrine Lefèvre: 15-4 / 15-4
- Jens Eriksen /  Anne Mette Bille –  Stephan Kuhl /  Nicol Pitro: 17-15 / 15-7
- Svetoslav Stoyanov /  Diana Koleva –  Alastair Gatt /  Sandra Watt: 15-8 / 15-6
- Björn Siegemund /  Katrin Schmidt –  Quinten van Dalm /  Nicole van Hooren: 6-15 / 15-8 / 15-5
- Thomas Stavngaard /  Ann Jørgensen –  Ian Pearson /  Gillian Gowers: 15-8 / 17-14
- Vitaliy Shmakov /  Vlada Chernyavskaya –  Peter Axelsson /  Catrine Bengtsson: w.o.
- Tri Kusharyanto /  Minarti Timur –  Jesper Larsen /  Majken Vange: 15-9 / 15-5
- Michael Keck /  Erica van den Heuvel –  Vitaliy Shmakov /  Vlada Chernyavskaya: 15-6 / 15-2
- Jens Eriksen /  Anne Mette Bille –  Svetoslav Stoyanov /  Diana Koleva: 15-4 / 15-7
- Thomas Stavngaard /  Ann Jørgensen –  Björn Siegemund /  Katrin Schmidt: 15-2 / 15-7
- Tri Kusharyanto /  Minarti Timur –  Michael Keck /  Erica van den Heuvel: 6-15 / 15-13 / 15-8
- Jens Eriksen /  Anne Mette Bille –  Thomas Stavngaard /  Ann Jørgensen: 15-11 / 15-12
- Tri Kusharyanto /  Minarti Timur –  Jens Eriksen /  Anne Mette Bille: 15-1 / 15-6